# Chloe Bennet

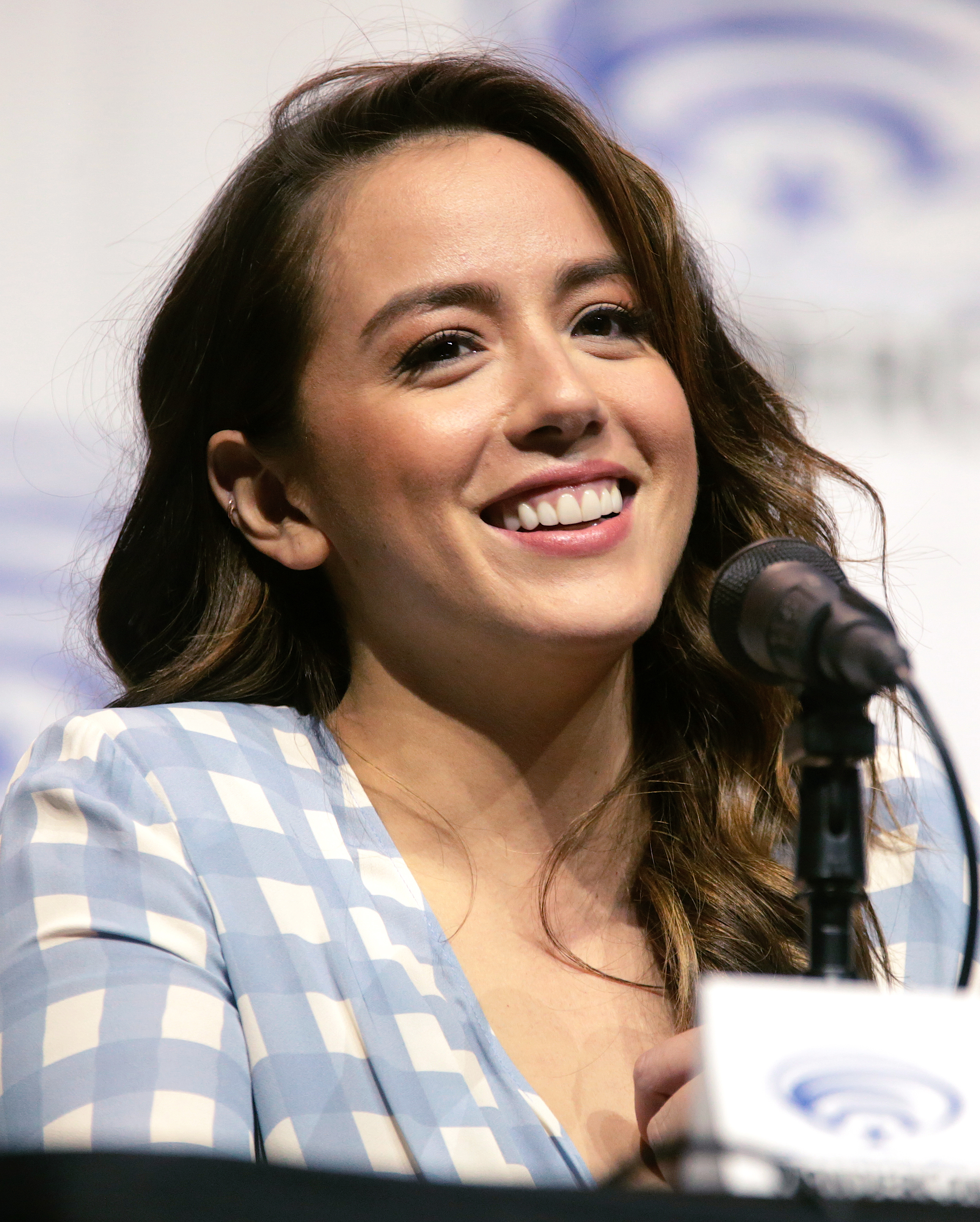
Chloe Bennet auf der WonderCon 2018

Chloe Bennet (chinesisch 汪可盈, Pinyin Wāng Kěyíng; * 18. April 1992 als Chloe Wang in Chicago, Illinois) ist eine US-amerikanische Schauspielerin und Sängerin. Ihren Durchbruch als Schauspielerin hatte sie in den Jahren 2012/13 durch ihre Rollen in den US-Fernsehserien Nashville und Marvel’s Agents of S.H.I.E.L.D..

## Leben und Karriere
Bennet ist die Tochter eines sinoamerikanischen Investmentbankers und einer weißen Internistin. Ihr Geburtsname ist Chloe Wang, ihr Künstlername Bennet leitet sich vom Vornamen ihres Vaters ab. Sie wuchs mit ihren sechs Brüdern (drei leibliche, ein Adoptiv- und zwei Pflegegeschwister) in der South Side von Chicago auf.
Im Alter von zwölf Jahren schloss sie sich dem Jugendtheater-Ensemble von The Second City an und war für dieses mehrere Jahre aktiv. Mit 15 Jahren wurde sie von Talentscouts entdeckt und zog nach China, wo sie in Peking einer Karriere als Sängerin nachging und dabei bei ihrer Großmutter väterlicherseits lebte. Dafür lernte sie Mandarin und veröffentlichte bald darauf unter ihrem Geburtsnamen Chloe Wang ihre Debütsingle Uh Oh in Englisch und Mandarin. Dieser Single folgte mit Every Day In Between eine weitere, in der sie ausschließlich Englisch sang. 
Nach ihrer Rückkehr in die Vereinigten Staaten ließ sie sich in Los Angeles nieder und arbeitete an der Seite von Nick Cannon und Aaron Fresh an der TeenNick-Serie The Nightlife, die am 5. August 2010 ihre Premiere nach einer neuen Degrassi-Folge hatte, und noch im gleichen Monat nach der zuletzt am 26. August 2010 ausgestrahlten vierten Episode aufgrund schlechter Quoten wieder eingestellt wurde. Ein Jahr später wirkte sie im Musikvideo zur Single Tonight der südkoreanischen Boyband Big Bang mit.

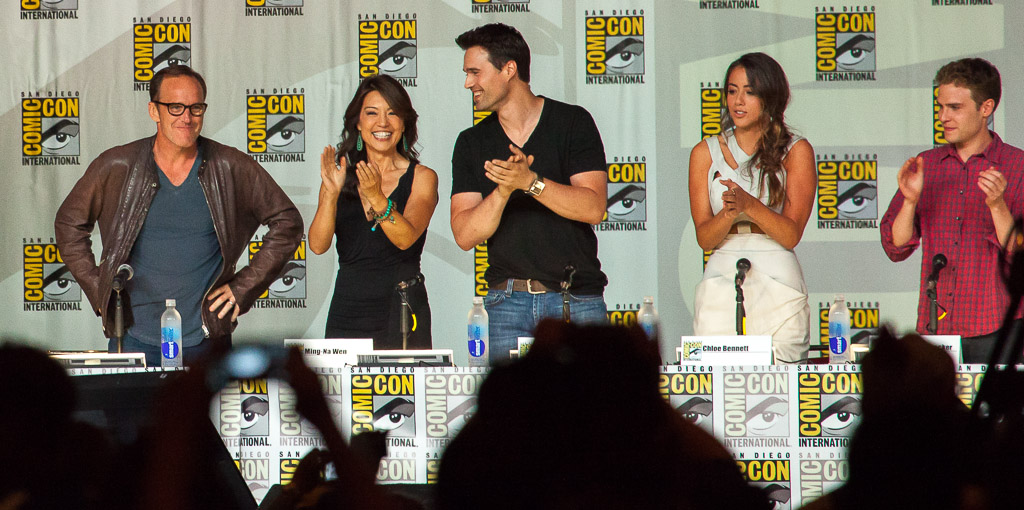
Chloe Bennet im Cast von Marvel’s Agents of S.H.I.E.L.D. auf der San Diego Comic-Con 2013 (2. v. r.)

Ab 2012 konzentrierte sie sich vermehrt auf eine Karriere im Schauspielbereich und hatte noch im selben Jahr eine Hauptrolle in Kevin Hooks Intercept, wobei sie noch unter ihrem Geburtsnamen Chloe Wang auftrat. Im Spielfilm, der mit einem Budget von geschätzten knapp zwei Millionen Dollar produziert wurde, ist sie neben Danielle Panabaker, Austin Butler, Nolan Gerard Funk oder Susie Abromeit in der Hauptrolle der Tess zu sehen. Ebenfalls 2012 schaffte sie es in den erweiterten Cast von Nashville und war in der Serie bis 2013 in insgesamt sieben verschiedenen Episoden in der Rolle der Hailey, die kurzzeitig Gunnar Scott (gespielt von Sam Palladio) einen der Hauptcharaktere datet, zu sehen. Seit Nashville verwendet sie den Künstlernamen Chloe Bennet. 
Im Dezember 2012 wurde die damals 20-Jährige für die ABC-Serie Marvel’s Agents of S.H.I.E.L.D. gecastet, die seit 2013 ausgestrahlt wurde. Als Teil der Hauptbesetzung übernahm sie die Rolle der Skye, einem Mitglied der Hacker-Organisation Rising Tide. Für diese Rolle hatte sie insgesamt sechs verschiedene Vorsprechen, anfangs wollte man sie für die Rolle des Agent Jemma Simmons engagieren, die schließlich von Elizabeth Henstridge besetzt wurde. Während ihr in der deutschsprachigen Synchronfassung von Nashville die deutsche Stimme noch von Luisa Wietzorek geliehen wurde, wurde in Marvel’s Agents of S.H.I.E.L.D. zuerst Anne Helm und später Anja Stadlober ihre Synchronsprecherin.

## Filmografie (Auswahl)
Film
- 2012: Intercept (Fernsehfilm)
- 2015: Nostradamus (Kurzfilm)
- 2019: 5 Years Apart
- 2020: Valley Girl
- 2023: Married by Mistake

Serien
- 2010: The Nightlife (4 Episoden)
- 2012–2013: Nashville (7 Episoden)
- 2014: The Birthday Boys (Episode 2x05)
- 2013–2020: Marvel’s Agents of S.H.I.E.L.D. (136 Episoden)
- 2016: Marvel’s Agents of S.H.I.E.L.D.: Slingshot (3 Episoden)
- 2023: Dave (6 Episoden)
- 2024: Interior Chinatown (10 Episoden)

Sprechrollen
- 2014–2015: Jake und die Nimmerland Piraten (Jake and the Never Land Pirates, Fernsehserie, 2 Episoden, Stimme von Swifty)
- 2015: Tinkerbell und die Legende vom Nimmerbiest (Tinker Bell and the Legend of the NeverBeast, Stimme von Chase)
- 2018: Marvel Rising – Initiation (Miniserie, 2 Episoden, Stimme von Quake / Daisy Johnson)
- 2018: Marvel Rising – Secret Warriors (Fernsehfilm, Stimme von Quake / Daisy Johnson)
- 2019: Everest – Ein Yeti will hoch hinaus (Abominable, Stimme von Yi)
- 2019: Marvel Rising – Chasing Ghosts (Fernsehfilm, Stimme von Quake / Daisy Johnson)
- 2019: Marvel Rising – Heart of Iron (Fernsehfilm, Stimme von Quake / Daisy Johnson)
- 2022–2023: Abominable and the Invisible City (Fernsehserie, 20 Episoden, Stimme von Yi)
- 2023: Rally Road Racers (Stimme von Shelby)
- 2024–2025: Invincible (Fernsehserie, 2 Episoden, Stimme von Riley)